# Kerem Şeras
Kerem Şeras (* 1. Januar 1984 in Ankara) ist ein türkischer Fußballspieler.

## Karriere

### Verein
Şeras spielte während seiner Jugend für Gençlerbirliği Ankara. Sein Debüt als professioneller Fußballspieler gab er bei Hacettepespor 2002/2003. Bereits nach einer Saison kehrte er zurück zu Gençlerbirliği Ankara. Dort verbrachte er sieben Jahre seiner Karriere und spielte während dieser Zeit auf Leihbasis für Hacettepespor und den Stadtrivalen MKE Ankaragücü. 
Von Juni 2010 bis Mai 2012 spielt Kerem Şeras für Medical Park Antalyaspor. Zur Saison 2012/13 wechselte er zum Süper-Lig-Neuling Kasımpaşa Istanbul. Für die Rückrunde der Saison 2014/15 wurde Şeras an den Zweitligisten Osmanlıspor FK ausgeliehen. Mit dem Klub sicherte sich er zum Saisonende die den Play-off-Sieg der TFF 1. Lig und damit den Aufstieg in die Süper Lig. Nach diesem Erfolg kehrte Şeras zu Kasımpaşa zurück.
Zur Rückrunde der Saison 2015/16 wechselte er zum Zweitligisten Göztepe Izmir, spielte hier ein Jahr lang und zog dann zum Drittligisten Kastamonuspor 1966 weiter.

### Nationalmannschaft
Şeras war zwischen 2005 und 2006 Nationalspieler der türkischen U-21 Auswahl. Er absolvierte fünf Spiele. 1999 wurde er einmal für die türkische U-15-Nationalmannschaft nominiert, kam aber bei dr jeweiligen Partie nicht zum Einsatz.

## Erfolge
Mit Osmanlıspor FK
- Play-off-Sieger der TFF 1. Lig und Aufstieg in die Süper Lig: 2014/15